# 最後は?ストレート!!
『最後は?ストレート!!』（さいごは?ストレート!!）は、寒川一之による日本の漫画。『週刊少年サンデー』（小学館）にて2010年47号から2014年6号まで連載、その後『週刊少年サンデーS』（同）に移籍して2014年3月号から2016年2月号まで連載された。略称は「最スト」。

## あらすじ
各分野の天才を輩出する千刻学園。ここでの英才教育を受ける特待生は、通常の生徒と違ういでたちから尊敬と畏怖をこめ「白服」と呼ばれる。この千刻学園に通う高津睦月は白服だが何の才能も見出せず、毎日ゲームばかりして授業にも出ないなど、やる気のない日常を送っていた。ある日、野球特待生として転校してきた溝口大河に、ライバルと意識する御角威斗に顔がまったく同じだったため間違われ、睦月の投球を見て御角にそっくりなフォームだったため才能を感じた大河によって、強引に野球の世界に引きずり込まれる。投手を体験していくうちに「才能がなくても投手をやりたい」と感じるようになった睦月は、姉の神無の協力もあって大河と共に学校内でチームメイト9人をかき集め、シニアチームを結成。御角が所属する渋谷シニアに挑むため始動させていく…
登戸シニア入団テスト編
「野球の天才」として千刻学園に入学してきた溝口大河にライバルと間違えられた高津睦月は溝口に強引に野球の道へ引きずり込まれる。元々何の才能も見つけ出せずくすぶっていた睦月を見てきた世話好きの姉・神無は溝口の話に乗り、嫌々の睦月を大河が入団予定の地元のシニアチーム・登戸シニアへの入団テストへ連れて行く。
vs広島カペラボーイズ編
登戸シニアの入団テストを終え、大河入団確実と思われたが大河のかつてのシニアチームの監督・達岡が移籍を認めていない事が発覚。それどころか大河を広島へ連れ戻す為、東京へやって来る。話を聞いた神無は達岡に「カペラボーイズに勝利する」ことを条件に大河移籍を許可させることに成功させる。睦月、大河、神無は学内で様々な分野の天才を集め、仮チームを結成。中国地方の強豪・広島カペラボーイズに大河の進退を懸けて勝負を挑む。
千刻シニア結成編
カペラボーイズを相手に勝利し何とか大河の移籍が認められたが、中途半端なチームに入ることは認められない為、新チームを創ることを決める。各分野の天才の助っ人たちの力も借りつつ、大河と神無は扇の要でもある捕手探しを始める。しかし、中々優秀な捕手が見つからず頭を抱える。そんな折、1人で投球練習に励む睦月は千刻軟式野球部で控え捕手である佐宗慶と出会う。
ゴードンカップ編
メンバーを集め、千刻シニアは5月から始まるゴードンカップへの出場が決まる。組み合わせが発表され2回戦で御門擁する渋谷シニアとの試合も同じく決まる。渋谷シニアとの試合まで時間が無い為、更なるフォームチェックを試みる睦月だが、中々上手くいかない。その様子を見ていた大河に1回戦での登戸戦では新しいフォームを見つけ出す為の投球練習に専念するよう言われる。1回戦、睦月は大河の忠告通り、序盤から投球練習に専念し試合は壮絶な打撃戦となる。結果的に中盤に新たなフォームを完成させた睦月の好投、大河の活躍により勝利を収める。そして迎えた2回戦千刻シニアは全国指折りの名門・渋谷シニアとの闘いに挑む。
横沢高校修行編
渋谷シニアにコールド負けを喫し、助っ人の白服生徒達もそれぞれ自分達の練習に戻って数日、睦月は御角直々に練習メニューを作ってもらいこなしていた。その折、知り合った青年・宿河原恭平と共に全国屈指の名門と名高い横沢高校監督の枡形に高校の練習に参加するよう声が掛かる。睦月が横沢高校の練習に参加している最中、神無は町で自分の母親そっくりの女性に出会い自分と弟・睦月との衝撃の事実を知る。
ミズタカップ編
恭平と共に横沢高校での修行をやり遂げた睦月。神無、大河の両名はミズタカップに参加するにあたり、チーム強化を図り、千刻シニアの新メンバー入団テストを実施する。その中で美姫の紹介でテストに参加した久地シニアの補欠投手である王禅寺若菜には意外な武器と隠された本性を持っていた。テストによって入団した新メンバーを加えた千刻シニアは渋谷シニアにリベンジするためミズタカップに臨む。

## 登場人物

### 千刻シニア
睦月、大河、神無が生徒を寄せ集めて結成した硬式野球チーム。白服を中心に構成されているが、野球経験者は大河や慶などごく一部のみ。後に白服メンバーが各自の専門競技に専念するのをきっかけに、野球経験のある新メンバーを加え再編される。
高津 睦月（たかつ むつき）
本作の主人公。1年生。白服（特待生）ではあるが、勉学、運動共に並みの成績であり今まで何の才能も見出せず、周囲からは「白服（特待生）でも黒服（一般生徒）でもない灰色」という意味の「灰色の天才（グレージーニアス）」と影で揶揄されてきた。極度のサボり魔で中学に入ってからほとんど授業に出ず中庭や屋上でゲームをしている。そのためクラス内で影が薄く、白服であるにも関わらず周りの人間に全く意識されなかった。しかしある日大河に御角に間違われたことがきっかけとなり野球を始め、徐々にその才能が開花し始める。
負けず嫌いな性格ではあるが、少しの壁にぶつかるだけでいじけてしまう根性無しの一面も持つ。自分に才能が無いことにコンプレックスを持っているため才能や天才の話をすると怒りから頭に血が上る。家族構成は両親と姉の神無。
本当の父親は元千刻シニアの投手・御角雄一で現在は故人。現在の父親（神無の実父）は母の再婚相手の継父。御角の父親と睦月の実父は双子の兄弟、母親同士も双子の姉妹（睦月の母が姉）である為、御角とは従兄弟の間柄。しかし御角同様、両親からはその関係は常に隠され続けていた。
ポジションはピッチャー。背番号は「1」。右投右打。初心者ながら投球フォームは非常に綺麗で完成されており、野球を始めて1ヶ月で投球のコツを掴むなどセンスは持っている様子。自分の投げた球を相手が空振りすることに快感を覚え、常に空振りを狙う投球をする。その為、球威が落ちるクイックモーションを嫌う。投げ終えた後の派手なフォロースルーも守備意識の低さを露呈してしまう為、他チームからは弱点としても隙として突かれることもある。しかし、持ち前のセンスから打撃・守備いずれにおいても本能的にビックプレーを起こすこともある。
野球を始めた頃は球持ちが良く制球も良いが、球速はお世辞にも速いと言えず、体が元々小柄でフォームが完成されているためこれ以上の球速が望めないという弱点を持っている。カペラボーイズの紀藤に指摘された直球の遅さを改善するためリリースポイントでのスピンのかけ方を特訓し、打者が球速以上に速く感じる直球を習得。渋谷シニア対戦時には現在の持ち球では思うような空振りが取れないと感じ、試合中にスプリットを習得する。渋谷シニア敗戦後は御角の特別メニュー、横沢高校での打撃投手での経験から体の鍛え方と更なる投球術を学ぶ。横沢高校エースの菅生の一旦左投げにして一からフォームを作り直すという荒療治もあり、球速も120km/hを超えるなど中学一年生離れした速さとなり、十分な武器になるほど上昇した。ミズタカップでは学んだ実力を存分に発揮し1,2,3回戦と投げた試合ではいずれも完璧な投球を見せる。特に2回戦の新城シニア戦ではノーヒットノーランも達成している。
中学卒業後は御角、慶、梶谷と共に平輪学園へ進学。御角とのWエースで甲子園春夏5連覇の偉業をやってのけ、高校卒業後に父親同様アメリカへ渡り大リーグに挑戦。マイナーリーグで1試合の奪三振記録を塗り替え、メジャーに昇格。ファイナルシリーズの第7戦の先発に抜擢される。
溝口 大河（みぞのぐち たいが）
本作の準主人公。1年生で「野球の白服」として外部から中等部にやってきた転校生。かつて完敗を喫した御角にリベンジを果たすため広島から上京、千刻学園に転校してきた。普段の生活の中では猫をかぶり優等生を演じているが、本来の性格は凶暴であり柔道の白服である梶谷を投げ飛ばすほどのパワーを持っている。長身でルックスも良く、前述の通り猫をかぶっていたため当初は女子からの人気は高かったが、本性を隠すことが出来ず、現在は女子からの株は大暴落している。当初御角そっくりの睦月のことを「ニセモノ」と呼んでいたが、ゴードンカップの途中から「高津」と呼んでいる。神無のことは「ちゃん」付けで呼んでいる。非常にプライドが高くうぬぼれ屋で負けず嫌いであり、普段は好人物風に振舞っているのもプロへ入った時模範的な生徒だったというエピソードを残すためである。家族構成は両親と「大地」という名前の兄がいるが、上京を反対していた父親に反抗し家出をして東京では1人暮らし。そのため、食事はインスタント食品やコンビニ弁当がほとんど。
ポジションはファースト。背番号は「3」。右投左打。かつては投手をやっていたが、自分自身で諦めてしまった試合を期に限界を感じ打者に専念する。野球の天才とも称されるほどの打撃センスを持っており本来のパワーも相まってシニアの野球界でも屈指のスラッガー。何よりも長打を狙い、引っ張り方向に力強い打球を飛ばすためのバッティングフォームをしているのが災いし、当初は手元で小さく変化をする変化球を打ち損じてしまうという弱点を持っていた。しかし、スイングスピードは群を抜いており、天性のパワーヒッターとしての才能から並みの投手なら直球のタイミングで待っていても変化球に対応でき本塁打にできる。また、ここぞという時に決め切るだけの勝負強さも持っており、試合で放ったホームランの多くは、試合を決める一打である事が多い。
ミズタカップ終了後に睦月との勝負を約束し広島へ戻る。その後、恭平、蝶子とともに横澤高校に進学。春夏合わせて3度の甲子園出場により恭平と共にSMコンビとして名を広める（本人たちは嫌がっている）が、平輪学園の睦月、御角コンビには手も足も出ず優勝はならなかった。高校卒業後に「打倒！高津睦月！」を掲げ馬澤大学へ進学。課題だった守備力の底上げと英語をマスターする。稲城とともに大学ビッグ2として世間に名を広めドラフト会議にて3球団競合の末に地元の広島に指名されるがプロ入りを拒否し睦月を追って大リーグに挑戦する。
高津 神無（たかつ かんな）
2年生。「数学の白服」。睦月の姉。小学3年生から5年連続で数学オリンピックで金メダルを獲得している。睦月の世話を焼くのが趣味であり、野球に興味を示した睦月を全面的にバックアップしていく。非常に雄弁家であり学校内外に多くのコネを持っているためシニアチーム設立を非常に短期間で成し遂げた。
実は睦月とは互いの親が再婚した際の連れ子同士であり、血の繋がりはない。ふとしたことからその事実を知り非常にショックを受けるが、睦月に励まされ更に強い絆で結ばれる。
ポジションはライト。右投右打。プレーに関して本編で触れることはないが学術系の特待生であるため決して上手いというわけではなく、主に作戦の考案など頭脳面で活躍する。他のチームからは寄せ集めの1人として考えられている。秋の大会からはメンバーが増えたこともあり、監督として指示を出すことに専念している。
10年後にはMITの助教授としてアメリカで暮らしている。大河とはいい関係らしく代理人も務めている。
波木 美姫（なみき みき）
1年生。「テニスの白服」。入学して日も浅いが学園内ではアイドルのような人気を持つテニスプレイヤー。愛称は「ミキミキ」（睦月からは「みっちゃん」と呼ばれている）。由緒正しい家柄の出身であるためプライドが高くお嬢様言葉を使う。幼馴染である睦月に頼まれ千刻シニアに入る。自分が認めた男としか付き合わないと公言しており学校内で寄り付く男を振り続けているが、昔から仲が良かった睦月に対しては「早く自分に釣り合う男になって欲しい」という旨の発言をしており、睦月にだけ弁当を作ってくるなど友達以上の想いを持っている。元々は睦月同様白服の中でも落ちこぼれのような存在であり、自身の家柄もあり睦月を格下程度にしか思っていなかったが、才能の適性検査に落ちた際に睦月が予定を全てキャンセルしてまで自分を励ましてくれた過去から睦月を意識するようになる。睦月のことを「むっくん」と呼んでいる。大河、梶谷とはやや仲が悪い。
ポジションはショート。背番号は「6」。右投左打。動体視力が非常に良いためバットが届く範囲内であればほとんどバットに当てることができる。そのため、多少のボール球でも無理やり打ちにくる傾向がある。足も速く、打球反応も良いので守備も上手い。しかし、野手の基本的な動きを知らなかったり、睦月のためにやる行動が裏目に出て失敗することもある。ゴードンカップ終了後は本職に専念しているためチームの練習には中々参加できておらず、ミズタカップ3回戦の日はテニスの試合を控えていたが、睦月を助けたい一心で強敵相手に1ポイントも落とさないストレート勝ちを収め再びチームに合流。
10年後では女子テニス世界ランキングトップ10入りしたにも関わらず睦月との結婚によりテニス界から引退し、主婦になっている。また、睦月との子供（高津睦月Jr.）もいる。
梶谷 康介（かじがや こうすけ）
1年生。「柔道の白服」。体が大きく、元は性格の悪い学校内のガキ大将の座にいた。転校してきた大河にケンカを売るが投げ飛ばされて返り討ちに遭い、チーム結成の際大河にそれをネタに脅される形で加入する。性格は悪いがスポーツに関しては至って真面目に取り組む。渋谷シニア相手に逃げずに最後まで立ち向かう睦月を「同じ白服」として認めるようになる。
現在のポジションはライト。慶の加入以前はキャッチャー、慶が加入してから中之島が加入するまではサードを守っていた。背番号は「55」。右投右打。体格に似合わずバントやしぶとく粘り強いバッティングなどの小技が得意で際どい球を見極める選球眼も持っている。バットを極端に短く持って打席に立ったこともある。柔道をやっているため手首が非常に強く、フォームを崩されてもライト方向にホームランを打つことができるが、変化球を打つのは苦手。手首同様に肩も強くホームベース上からライトの定位置にライナーのボールを投げることができる。ゴードンカップ後は本職に専念している為、チームの練習に参加できていなかったが、ミズタカップ3回戦から再びチームに合流。完敗を喫した御角にリベンジを果たすため、柔道の白服を辞退する決意まで見せ教頭を説得した。ミズタカップに合流するまで野球の練習をしていなかったわけでは無く大和の打撃を参考にギリギリまで引き付けてボールを見極めることができるようになった。
その後、柔道を引退し、睦月と同じ平輪学園に進学し4番を務めるなど春夏5連覇にも貢献した。高校卒業後は明次大学へ進学し大学卒業時にソフトバンクにドラフト5位で指名される。
火堂 隼磨（ひどう はゆま）
2年生。「フィギュアスケートの白服」。フィギュアスケートのジュニア大会において多数の上位入賞を果たしているほどの実力者で“フィギュアスケートの王子様（プリンス）”の異名を持ち追っかけのファンがいる人気選手。仮チーム結成時、誰にも誘われてもいないのに「暇だったから」という理由で協力、そのままチームに加入した。長らく何の白服であるか不明だったが、野球をやっている噂を聞きつけたファンが試合を見に来たことで正体が発覚する。練習中に居眠りを始めたり、大河の話を聞かなかったり我が道を行く性格。元来、個人主義者で個人種目のフィギュアスケートの競技性が相まって「自分以外の人間を頼る」ということをしてこなかったが渋谷シニアに一矢報いる睦月の奮闘を見てチーム競技に面白みを覚えるようになる。感情表現の変化が全く無く、喜怒哀楽が全て同じ表情になるが、睦月やフィギュアのコーチのように分かる人間には感情の変化が読み取れる。
ポジションはセンター。背番号は「8」。右投左打。センターでありながらライトフェンスに登ってホームランボールを取るなど人並み外れたプレーを見せるなど守備は上手い。わざと打球を詰まらせて内外野の間に打球を落としたりする細かいプレーが得意。フィギュアスケートの実力者であるため足腰は常人より遥かに強く、打席においてタイミングを外されたとしても同じ体勢のまま外されたタイミングを修復することができる。ゴードンカップ後は本職に専念しているため、チーム練習には参加できていなかったが、千刻シニアに参加したことで豊かな表現力が身についたとフィギュアのコーチが判断し野球を続ける許可が降りた為、ミズタカップ3回戦から再びチームに合流。
10年後ではフィギュアスケートの大会で金メダルを獲得するほどの一流プロスケーターとなっている。
佐宗 慶（さそう けい）
1年生。一般生徒。睦月や御角同様小柄な体格。かなりの無口で簡単な会話なら単語だけ発することもある。軟式野球部に所属していたが毎日レギュラーの先輩のパシリを続けているうちに1人で練習する睦月と知り合い特訓の手伝いを始め、その後彼と親友になる。軟式野球部のレギュラー勝負で先輩に勝利しレギュラーの座を掴み取るが、才能のない睦月の成長ぶりに興味を示し軟式野球部を退部し千刻シニアに入る。睦月と仲良くしているため美姫から嫉妬されており、彼女から「こけし男」呼ばわりされている。学校の中では意外と女子人気が高く睦月から嫉妬されている。小学生（リトルリーグ）の間は御角とずっとバッテリーを組んでいた過去があり、御角のことを「威斗」と呼んでいる。
ポジションはキャッチャー。右投右打。キャッチングがとびきり上手く彼に受けてもらった投手が揃って「投げやすい」と感じ、気分よく投げさせることができる。さらに的を絞らせない配球、状況把握、投手のコンディション確認の能力に関しても群を抜いており、大河からも一目置かれている。バッティングに関しては相手キャッチャーを騙しながら駆け引きを行う戦法を取る。
中学卒業後は睦月と共に平輪学園へ進学。睦月、御角のWエースをリードする天才捕手として名を広める。しかし、それ以上にアイドル性で人気を博し、芸能事務所にスカウトされ無口アイドルという新ジャルを確立、一躍トップアイドルとなっている。
加瀬 元太（かせ げんた）
1年生。一般生徒。高津姉弟に対する呼称は「高津」、「高津先輩」。軟式野球部にいたが硬式野球部設立の話を聞き入部した。リトルリーグ時代は御角、慶と同じチームに所属していた。ポジションはセカンド。
生田 比郎（いくた ひろ）
1年生。一般生徒。軟式野球部にいたが硬式野球部設立の話を聞き入部した。加瀬同様リトルリーグ時代は御角、慶と同じチームに所属していた。ポジションはレフト。
王禅寺 若菜（おうぜんじ わかな）
1年生。千刻シニアの入団テスト後に入団した千刻学園の生徒ではない選手。美姫の遠い親戚。王禅寺家は代々名家だったが自分の祖父と父のせいで没落してしまった為、現在は平凡なサラリーマン家庭で育っている。元々、名家の出身である為、誰と話すときでも敬語を使う。自分では認めていないが相当なオタクであり、野球を始めたのも漫画がきっかけ。素はとても気が弱い内気な少女だが、怒りが限界を超えると容赦のない攻撃的な性格へと変貌し、見る者を凍りつかせる（通称・ブラック若菜）。
ポジションはピッチャー。左投。リトル時代に監督の無理難題な課題を全てクリアしたことからカーブ、シュート、フォーク、スライダー、チェンジアップ、カットボール、スクリュー7つの変化球を投げることができる。しかし、変化は悪くないが脅威となる程のものではないため、佐宗のリードがあってこそのボールとなっている。前述の性格から闘志が足りないことを指摘されており、特に打者のインコースに投げ込もうとすると弱気な心から失投してど真ん中に投げてしまったりすることもある。ブラック状態になったときにはデッドボールも恐れず打者の打ちにくいコースへ真っ向から投げ込むなど投球内容にも大きな変化が現れる。
ミズタカップ3回戦では大会ルールの都合で先発するも序盤は変化球の制球に苦しみ相手の強力打線に打ち込まれて試合を壊してしまうが、観戦していた恭平からアドバイスを受けるとたちまち中盤から立ち直り、チームの逆転勝利に貢献した。
10年後には早稲多大学の4年生となっており、同級生の稲城と付き合いながら漫画家を目指している。
中之島 照政（なかのしま てるまさ）
元々は若菜が所属していたリトル・シニアでプレイしており、若菜がリトル時代に1度もマウンドに上がれなかったきっかけとなった選手。チームに高価な用具を寄贈する建設会社の社長である父親のコネによりチームのエースをやっていたが投手としての才能はなく、球速も120km/hにも満たない。自分でも投手としての才能が無いことは理解している。かつてはチームメイトで補欠だった若菜のことを見下していたが、練習試合で若菜の迫力ある球により三振し、彼女を投手として認めるようになった。その後自ら野手として千刻シニアに加入した。
ポジションはサード。右投右打。前述の通り投手としてはイマイチだが、バッティングにおいては長打性の当たりを打てるパワーと、厳しいコースの変化球にもついていける技術を兼ね揃えており、大河からも好打者と評価されている。
布田 敦士（ぬのだ あつし）
千刻シニアの入団テストを経て入団した選手。ポジションはショート。
末長 瑛久（すえなが あきひさ）
千刻シニアの入団テストを経て入団した選手。ポジションはライト。
南原 結人（なんばら ゆいと）
千刻シニアの入団テストを経て入団した選手。ポジションはセンター。
宮崎 昇（みやざき のぼる）
千刻シニアの入団テストを経て入団した選手。ポジションはキャッチャー。
土橋 郁男（どばし いくお）
千刻シニアの入団テストを経て入団した選手。ポジションはレフト。
50m6秒5で、チーム1の俊足。テスト生で入団した選手の中では唯一のレギュラー。
津田山 慎矢（つだやま しんや）
千刻シニアの入団テストを経て入団した選手。ポジションはセカンド。
狛江 栞（こまえ しおり）
千刻学園1年1組担任で1年白服の主任教師。喫煙者。高津姉弟に対する呼称は「高津さん」、「睦月君」。若い女性教師で野球に対して全く興味がないが顧問となった。試合中も携帯電話で野球に無関係の作業を行っているが、睦月の野球へのやる気に興味を持っている。

### 千刻学園の関係者
潮田 貴男（うしおだ たかお）
千刻学園教頭。お茶友達の神無に非常に甘く、神無の提案は基本的に全て容認している。紅茶を愛しており、女性言葉で話す。
狛江（こまえ）
狛江栞の母親で小学部の白服主任教師。神無からは娘・栞との区別の為「お母さん先生」と呼ばれている（潮田からは「狛江ちゃん」と呼ばれている）。御角雄二を白服へスカウトした当事者であり、雄二に白服の意識を植え付けてしまったことを後悔している。
御角 雄一（みかど ゆういち）
睦月の実父（現在は故人）で威斗の叔父。元千刻シニアの投手。チームのメンバーからの人望も厚く実力は申し分なかったが双子の弟・雄二が白服だった為、自らエースの座を譲る。それ以来、自ら進んでチームの雑用を行うなどチームのサポートに回る。後に雄二の代わりにエースとなり全国制覇を成し遂げる。高校時代にも優秀な成績を残すがプロへは行かず大学の道に進む。大学2年の時に睦月が生まれて間もなく渡米しマイナーリーグの道に飛び込むも、渡米した年に不運な事故により命を落とす。
御角 雄二（みかど ゆうじ）
御角威斗の父親で御角雄一の双子の弟。睦月の叔父でもある。元千刻シニアの投手で千刻学園の白服生徒でもあった。当時の狛江（お母さん先生）により白服として認められ「自分は他の人間と違う特別な人間」という意識を持つように教わった為、チームでも自己中心的な選手となってしまい他のメンバーからの人望はほとんど無い。実力は十分にあったがそれに反してメンタル面は特別強いわけではなく、大事な試合に打ち込まれ兄にエースの座を奪われる。兄の活躍、自分の人望の無さを知ってからは練習に参加するもやる気は薄く、チームに悪い雰囲気を生む原因となってしまった。現在では息子・威斗を自分の「作品」とし白服や睦月との関係を隠しながら、ストイックな練習をさせている。
ミズタカップ決勝で御角の成長は自分の教育よりも睦月との競争によるものの方が大きいと判断。試合終了後に睦月と和解し、千刻シニアのコーチとなる。

### 渋谷シニア
御角が所属する全国でも指折りの強豪チーム。
御角 威斗（みかど たけと）
睦月そっくりの顔と体格をしている中学1年生。予定にない食事の誘いに応じない、女子との交友を不純なものととらえているなど、ストイックな一面を持つスポーツマン。大河に一方的にライバル視されている。元々野球の白服として千刻学園に入学する予定だったが学校側が自分と睦月を間違えてしまい落ちたと言う父親の言葉を信じ、自分と顔が似ていたために何の才能も持たないのに白服になってしまった睦月のことを不憫に思っており、彼に対して野球から離れるように勧めている。しかし、対戦後は尋ねてきた睦月の練習メニューを考えてあげたり、渋谷戦での内容を評価し、野球を続けるべきだと言うなど、多少は認めたような発言をしている。その一方で狛江より伝えられた「白服に選ばれたのは間違いなく睦月で御角は白服から落とされた」という言葉から「絶対に負けたくない相手」として意識するようになる。実は睦月の母親と自分の母親は双子の姉妹であり、睦月とは従兄関係。顔や姿が瓜二つなのはそのことが原因だが、本人も睦月同様知らなかったため、聞かされて驚いていた。
ポジションはピッチャー。右投右打。1年生にして強豪渋谷シニアのエースの座に君臨し、早くも高校野球界が獲得競争を始めるほどの天才快速投手。相手打者によって力加減をする投手であり、千刻シニア相手では大河以外には全力で投げることはしない。15歳以下の野球世界大会（U-15）に12歳ながら日本代表に選出され完封勝利を記録するなど十分に実力を見せつけている。この試合は国内のメディアでも取り上げられ、更なる注目を浴びる。その後、大会の決勝戦でノーヒットノーランを達成し、日本代表の優勝に貢献した。
中学卒業後に睦月と共に平輪学園に進学し、Wエースの一角として春夏5連覇の立役者となる。高校卒業後に阪神にドラフト1位指名され、入団4年後には大黒柱となっている。
千葉 航平（ちば こうへい）
渋谷シニアに所属する中学2年生。渋谷シニアの司令塔でもあり、地区予選の序盤では監督に代わってチームの指揮を執る。「プロになる」という高い目標で野球をやっており何となくで野球をやっている睦月に対して素質は認めるが負けるわけがないという絶対の自信を持つ。新チームからはキャプテンとなり曲者揃いの渋谷シニアを纏め上げる。特に御角、稲城双方を黙らせることができる唯一の存在。
ポジションはキャッチャー。右投右打。御角からも全幅の信頼を受けており、御角が投げるときは必ずマスクを被る。監督に代わって指揮を執る場合、御角が投げる試合でしか出場することはないが渋谷シニア本来の5番打者。大和や稲城のように一発があるわけではないが塁上の走者を確実にホームへ還す実力の持ち主。動揺した投手を一言、二言で完全に落ち着かせるなど攻守において渋谷シニアの柱と言える選手。御角からは慶より数段上のキャッチャーという評価を得ている。
10年後はオリックスに入団。一軍80試合に出場している。
大和 虎太郎（やまと こたろう）
渋谷シニアに所属する中学2年生。渋谷シニアの4番バッター。物事を「軽い」、「重い」などの言葉で表現する癖がある。
ポジションはサード。右投右打。マスコットバットでさえ「軽い」と言い放つパワーを持つパワーヒッター。プロ野球選手並みと称されるスイングスピードを持っているため、同じパワーヒッターである大河達が弱点としている変化球の見極めを容易にこなせる確実性を持っている。パワー、確実性どちらをとっても中学No.1バッターとの呼び声高い。相手投手の球を認めたときにその認めた球を芯で捕らえた時の感触を直に感じる為、バッティンググローブを外す癖がある。千刻シニアとの試合では祝監督の作戦を実行せずとも見事に睦月を打ち崩しているが、コールドを決めた満塁ホームランに投げた球に関しては「久しぶりに重い球を打った」と自分なりの賛辞を述べている。御角同様15歳以下の野球世界大会（U-15）に日本代表として出場しており、中学2年生ながら日本代表の4番を任されている。
10年後は日本ハムに入団。首位打者を獲得している
目黒 勇樹（めぐろ ゆうき）
渋谷シニアに所属する中学2年生。渋谷シニアのリードオフマン。睦月や慶、御角同様体格は小柄。性格は子供っぽく、睦月とは一緒にゲームをするほどの仲。
ポジションはセンター。右投左打。打率5割超を叩き出す天才的なミート力と盗塁成功率ほぼ10割を誇る俊足に加え、千刻シニア戦で睦月からホームラン性のファールを放つなどパンチ力も兼ね備えるシニア屈指のアベレージヒッター。横沢高校の枡形からは"化物の類"と評されるなど、高校野球関係者からの評価も高い。
10年後はDeNAに入団。セ・リーグの新人王及び盗塁王を獲得している。
稲城 奏（いなぎ かなで）
渋谷シニアに所属する中学1年生。父親は一流のプロ野球選手。リトルリーグでチームが世界大会に出場した為、ゴードンカップが終了した後にチームに加入した。中性的な顔立ちで女子人気も高い。御角からは「奏」と呼ばれている。練習や試合の遅刻は当たり前で通常の選手であればとっくにレギュラーを剥奪されているが、類稀な才能を持つ為、不問にされている。それでも、野球に対して真摯に取り組む御角からは良く思われておらず、度々挑発してはチーム内に不穏な空気を漂わせる。
ポジションはショートだが大和がいない場合はサードを守る。右投左打。U-15の世界大会に出場している大和に代わり4番に入った試合では全ての打席でヒットを打ち3試合で打率10割という驚異的成績を残し周りからも天才と称されるバッター。華奢な体ではあるがパワーもありチーム内紅白戦では変化球無しという条件ではあるが御角からホームランを放っている。普段は人当たりが良い好青年だがファンの女子から貰ったプレゼントを「ポケットに入らない」という理由でそのまま捨てたり、顔付近への投球をした投手を狙ってライナーの打球を当てるなど冷酷な面も持っている。しかし、実際は無意識の内に野球を純粋に楽しんでおり、それを千葉に指摘されてからは前述の行動は控えている。
10年後は早稲多大学に入学しており、大河と共に大学ビッグ2として名を広め、ドラフト会議にて父親と同じヤクルトに1位指名されている。

### 十塚シニア
渋谷シニアの選手も一目置く強豪チーム。ゴードンカップでは恭平の好投も報われず、大和の一発、御角の完璧な投球の前に惜しくも敗れる。
宿河原 恭平（しゅくがわら　きょうへい）
中学1年生。十塚シニアのエース。「御門威斗唯一のライバル」を自称する青年。ゴードンカップでは千刻シニアの次に渋谷シニアと対戦し、結果として敗れはしたが、大和の本塁打による2失点に抑えた。横沢高校に入学を目指し大阪から越して来た。面倒見のいい性格で千刻シニア三回戦では変化球の制球に苦しむ若菜にアドバイスを授け、見事に立ち直らせた。
ポジションはピッチャー。左投左打。抜群の制球力を武器にシニア野球界でも中々の有名人。元々はスライダーを得意球としていたが、横沢高校での練習中に投げたやぶれかぶれのカーブが菅生の目に留まり、それ以来変化の大きいカーブを武器にしている。元来の制球の良さから変化の大きいカーブをストライクゾーンギリギリに投げ込むことができる。針の穴を通す寸分狂わないコントロールと曲がりの大きいカーブは「左打者には打てない」と評され試合終盤まで見事に大河を封じて見せた。打者としてもゴードンカップで6割を超える打率を残す好打者で4番を任されている。
中学卒業後は大河と共に横澤高校に進学し名を広め西武に入団。菅生に次ぐ次期エースとしても期待されている。
荏田 一成（えだ かずしげ）
中学2年生。十塚シニアの主将。右目に傷を持ち、チームメイトからさえも中学生に見えないと言われるほど貫禄を誇る選手。チームの大黒柱として恭平を始めとしてチームメイト全体から信頼を寄せられている。
ポジションはファースト及びサード。右投左打。宿河原に4番の座は奪われたが、スイングスピードは大和にも迫る強打者。睦月攻略を実践し成功させた数少ない選手。
麻生 蝶子（あそう ちょうこ）
中学2年生。常に恭平と行動をともにしている女子選手。男言葉で話す。恭平のことを「恭ちん」と呼んでおり、恭平に気を持っているような言動がある。
ポジションはセカンド。右投右打。バントなどの小技をやらせればチームでも屈指の実力を持つ。荏田とともに睦月を攻略し、睦月にミズタカップ初の失点を付ける。
中学卒業後は大河、恭平と共に横澤高校へ進学。高校卒業後は情弱新聞の新米記者となっているが、新米記者から抜け出すネタに飢えている。恭平と付き合っている様子。

### 横沢高校
甲子園出場常連の全国屈指の名門野球部のある高校。モデルは横浜高校。
枡形 秀樹（ますがた ひでき）
横沢高校の監督。カペラボーイズ監督の達岡の旧友で大河とも親交がある。感覚が鋭く神無の渋谷攻略の秘策を瞬時に見抜いた。常にレッドブルを飲んでいる。睦月と恭平の実力を見込み高校の練習に参加させる。
菅生 秀一（すがお　しゅういち）
横沢高校のエースで、選抜の準優勝投手、夏の甲子園では優勝投手となりドラフトの目玉となる。元は横沢高校の一般部員だったが、人一倍努力、研究して名門校のエースとなった。常に敬語を使い、メガネをかけている。決め球のフォークに絶対の自信を持ち、睦月と恭平の決め球の練習に手を貸す。右投。
10年後には西武のエースとなっている。

### その他のチーム

#### 広島カペラボーイズ
大河が以前所属していたチーム。中国地方では有名な強豪。
達岡 秀造（たつおか しゅうぞう）
監督。非常に暑苦しい性格で大河も苦手にしている。大河を広島に連れ戻すべく上京してきた。何よりも逃げることが嫌いで敬遠は絶対に指示しない。細かいことに気付かなかったりする鈍感な人間であるが、自然とみんながついてくる監督である。チームの結束力が強いのは監督の彼の熱意が大きな要因と考えられている。年齢は30そこそこで、大河曰くイケメンらしい。神無からの提案である大河残留を賭けての練習試合をあっさり承諾した。
紀藤（きとう）
キャプテン。チームを強豪に導いた張本人。常に冷静で思慮深く、細かいことによく気が付くので監督に代わって選手に指示を出すこともあるチームの頭脳。監督、チームメイトみんなに信頼されている。
ポジションはキャッチャー。右投両打。駆け引きに異常に強く、短時間で相手打者の特徴を捉え、弱点を徹底的に攻めるので「打者の力を半減させるキャッチャー」と呼ばれる。バッティングにおいても御角に「抑えるのに苦労した」と言わしめるほどの実力を持つ。

#### 新城シニア
何よりも守りを重要視する、全国屈指の守備力を持つチーム。春のゴードンカップではベスト8に残った。
寺尾 真希（てらお まき）
千刻学園の2年生。ルックスが良く、学校でも女性人気が高く清々しい性格でもある為、チーム内の人望も厚い。
ポジションはピッチャー。右投。投手として睦月や御角のように凄まじいボールを投げる才能には恵まれなかったが、非凡な打球反応、ゴロ処理など9人目の野手としての才能は2人を凌駕する能力を持つ。高い守備意識を持つチーム方針も相まって千刻シニアを完封することを睦月に宣言する。その一方で自分には投げられないボールを投げられる睦月を素直に感心し、尊敬している。最後は睦月に感化されてチーム方針を無視し睦月に真っ向勝負を挑んだ末に敗北した。

#### 千代田シニア
打撃のチームで、チーム打率は4割を超える強豪。
喜多見 剛（きたみ つよし）
千代田シニアの4番を務めるチームの主砲。体格は大柄で、性格はやや短気。
ポジションはファースト。右投右打。中学通算36本塁打のスラッガー。千刻シニア戦でも2本本塁打を打ち、自慢のパワーを見せつけるが、睦月の球は打てなかった。
試合途中からは投手としてマウンドに上がり、豪速球を武器に千刻打線を抑えていたが、試合途中から参戦した白服軍団に打ち込まれて敗北した。

## 用語
千刻学園
神奈川県川崎市に所在する私立の学校。小・中・高と一貫教育を行う総生徒数5000人にも及ぶマンモス校。校舎のモデルは神奈川の私立桐光学園。
白服
千刻学園において一般生徒と異なる制服を着たいわゆる特待生。小学部入学時に全国から選び出され独自のプログラム教育を受けた生徒で、卒業後はほぼ全てが日本代表する人材となるため、世間からも注目されている。転入してきた途中選抜も少なからず存在する。現在では5000人の全校生徒の中で38人が対象者となっている。
ゴードンカップ
5月から始まる関東に在籍するシニアチームの夏季大会。トーナメント制で行われる。以下の独自ルールが存在する。
- 投手は連続した試合日の中では10イニングスを超えて登板することは出来ない。

ミズタカップ
関東に在籍するシニアチームの秋季大会。ルールはゴードンカップと同じ。

## 単行本
- 寒川一之 『最後は?ストレート!!』 小学館〈少年サンデーコミックス〉、全20巻
  1. 2011年02月23日発売 ISBN 978-4-09-122787-4
  2. 2011年06月22日発売 ISBN 978-4-09-123003-4
  3. 2011年09月21日発売 ISBN 978-4-09-123246-5
  4. 2011年12月16日発売 ISBN 978-4-09-123437-7
  5. 2012年03月16日発売 ISBN 978-4-09-123560-2
  6. 2012年06月18日発売 ISBN 978-4-09-123695-1
  7. 2012年10月18日発売 ISBN 978-4-09-123808-5
  8. 2012年12月23日発売 ISBN 978-4-09-124028-6
  9. 2013年03月23日発売 ISBN 978-4-09-124200-6
  10. 2013年05月22日発売 ISBN 978-4-09-124297-6
  11. 2013年08月21日発売 ISBN 978-4-09-124364-5
  12. 2013年10月23日発売 ISBN 978-4-09-124456-7
  13. 2013年12月18日発売 ISBN 978-4-09-124522-9
  14. 2014年03月18日発売 ISBN 978-4091245830
  15. 2014年05月16日発売 ISBN 978-4091246288
  16. 2014年08月18日発売 ISBN 978-4091250766
  17. 2014年12月18日発売 ISBN 978-4091254009
  18. 2015年05月18日発売 ISBN 978-4091258441
  19. 2015年10月16日発売 ISBN 978-4091264763
  20. 2016年01月18日発売 ISBN 978-4091266972